# 古典園芸植物

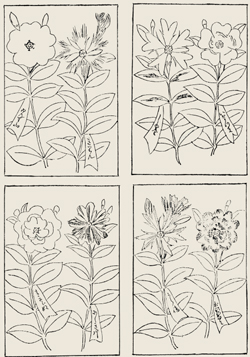
マツモトセンノウの園芸品種。「地錦抄附録」享保18年{1733年}刊より

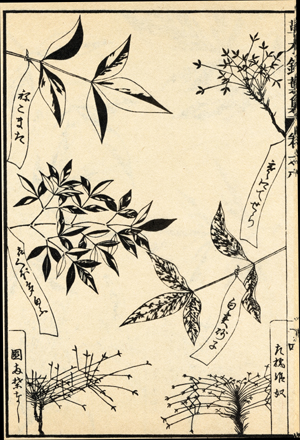
ナンテンの園芸品種。「草木錦葉集」文政12年{1829年}刊より

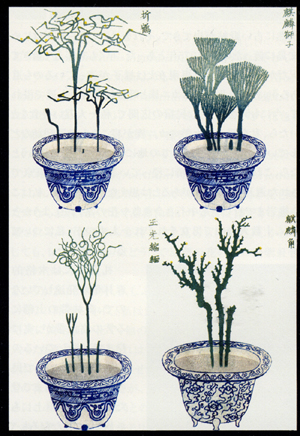
マツバランの園芸品種。「松葉蘭譜」天保7年{1836年}刊より

古典園芸植物（こてんえんげいしょくぶつ）は、江戸時代に日本で育種、改良され、独自の発展を遂げた園芸植物、また明治時代以降でもその美的基準において栽培、育種されている植物の総称である。一部中国に鑑賞の起源を持つものもある。研究者や愛好家によりその範疇は多少異なり、特に草本類及び小灌木を指し、江戸時代から発展した植物でもサクラやカエデなどの灌木類は含めないことが多い。ただしここではもっとも広義的な範疇として、前述の定義に基づく解説を行なう。マツモトセンノウやトコナツのように、かつて多くの品種があったが失われてしまったものもあれば、キクやハナショウブのように、普通の園芸植物として現在世界的に普及しつつあるものもある。「古典草花」、「古典植物」とも呼ぶ。

## 概説

### 江戸時代における園芸の地位と発達の要因
江戸時代の日本は世界的に見ても園芸が非常に発達した地域であった。1681年（天和元年）には日本最古の園芸書「花壇綱目」（水野勝元著）が発行されているが、これは中国やイギリスに並び世界的に見ても早期のものである。西欧の園芸が造園術に含まれるものとして捉えられることが多いのと異なり、江戸時代の園芸は早くから農業や造園としてではなく、単独に芸道的存在として成立しており、精神修養、芸術、娯楽、投機など、様々な側面を見せている。また華道とも独立して存在していた。
日本の園芸文化は本来中国のそれの影響を受けている。中国では唐代にボタンが盛んにもてはやされ、育種も進んだ。またウメやモモなども花を愛でることが行なわれた。宋代にはシャクヤクの育種が進み、また中国春蘭が文人思想と共に愛された。このほかキクやハス、フヨウなど、中国で観賞植物化したものは多い。これらはその都度日本にももたらされ、貴族や武士、僧侶などの趣味として定着していた。中国華北から華南にかけての植物は日本の気候にも適応しやすかったと思われる。一方で平安時代にはすでにサクラや秋草への愛好が見られ始め、日本独特の園芸文化が発展して行くことになる。鎌倉時代には盆養が普及し、室町時代には中国蘭が愛好されていたほか、すでにサクラやツツジ、ツバキに多数の品種が生まれつつあった。
江戸時代はことのほか園芸が発達するが、その要因として、もともと江戸幕府の歴代将軍（特に初代から三代）が非常な花好きであり、その影響が大きいとされる。ただし前述のようにその素地ははるかに以前より存在していたと言える。将軍への献上等のために各藩は自慢の植物を「お留花」として門外不出とし、散逸を厳しく制限することもあった。しかし江戸時代全般を通じ参勤交代や交通、流通の発展により各地の植物が行き来して、三都をはじめ各都市に集積した。また大都市近郊には大規模な園芸商が興隆し、都市の園芸植物の需要に応えていた。江戸近郊の染井もそのような園芸商集積地の一つで、中でも伊藤家は代表的な園芸商のひとつであり、代々、広大な江戸城や大名屋敷、旗本屋敷に種苗を供給する役目を果たしたり、園芸書も多数刊行している。サクラのソメイヨシノも染井で生まれたという説が有力である。
さらには本草学の発展とも関連し、園芸は全国的な展開を見た。またごく初期には上方で発展が始まったことは他の文化と同様であるが、かなり早くから江戸でも発展が見られたことも特徴で、これは将軍とのつながりからも頷けることである。これら上方や江戸以外でも、熊本、伊勢、久留米、名古屋などで地域独特の園芸文化も花開いた。熊本の「肥後六花」（肥後椿、肥後山茶花、肥後菊、肥後芍薬、肥後朝顔、肥後花菖蒲）や伊勢の伊勢菊、伊勢撫子、伊勢花菖蒲、また久留米のクルメツツジなどは有名である。図譜類、園芸書の出版も相次ぎ、音楽作品にも「椿尽し」（松島検校作曲）や「桜尽し」、「つつじ」（佐山検校作曲）（共に地歌・箏曲）をはじめとして、園芸植物の品種を多数詠み込んだ楽曲がいくつも作られたりもした。例えば「椿尽し」にはツバキが22品種も詠み込まれている。これらを見ても当時、園芸がいかに文化として大きな地位を築き上げていたかが想像できる。
江戸時代初期には、安土桃山時代から引き継ぐ形で、まずシャクヤク、キク、ボタン、ツバキ、ツツジなどが盛んになり、やがてカキツバタ、マツモトセンノウ、アサガオ、ナデシコ、サクラソウ等が加わった。更に江戸時代中期から幕末にかけカエデ、オモト、マンリョウ、マツバラン、セッコクのような葉の変異を追求する植物が非常に増えた。日本文化の中心は照葉樹林帯にあり、ここに産する植物に葉の美しいものが多かったためもあるであろう。江戸時代後半にはハナショウブや、気候の寒冷化も手伝ってかフクジュソウ、ミスミソウなど落葉広葉樹林帯植物も品種を増やした。マツモトセンノウは元禄、享保の頃には多数の品種があったが、その後化政に至るまでに散逸してしまったらしい。またカキツバタは江戸時代中期の段階ではハナショウブよりも品種が多かったが、その後あまり進展せず、幕末にはハナショウブが圧倒的な発展を示すようになる。このように江戸時代だけでも種々盛衰の波があった。

### 園芸家、愛好者層とその背景
江戸時代の園芸の特徴として、階級、性別を超えた愛好が挙げられる。これは当時日本を訪れた外国人によっても言及されている。園芸の推進役としては、部屋住みと呼ばれる家督を継げない旗本や御家人の非嫡男の存在が大きかったが、その他武士全般、武家の女性、僧侶や遊女、商人、農民等にも広く行なわれていた。下町に暮らす庶民も植物を何か栽培することが普通であった。また園芸の愛好家として集まる場合には士庶の区別もやわらぎ、身分差の緩衝の場としても機能した。ただしフウラン（富貴蘭）のように、始めの内は特定の階級（将軍、大名、旗本等）のみに愛好者が集中していた植物もある。ある御家人の母はサクラソウを愛し、重箱に寒天を流し固めて、そこに様々なサクラソウの品種の花を挿し並べて鑑賞することを考案して評判になったという。松平定信も園芸好きで知られ、自邸の庭園「浴恩園」にはサクラやハスなど多数の植物を収集し、それらの図譜も著わしている。
イベントとして花を見ることも盛んに行なわれ、徳川吉宗は1720年、江戸市民の憩いのために飛鳥山に桜を植栽させたが、このような例は全国各地で見られた。また寺社の境内等ではキク、ボタン等の展示があり、堀切菖蒲園や小高園（初のハナショウブ園、1856年頃開園）のような、特定の植物を集め植栽して江戸市民の娯楽に供した観光施設も生まれた。向島百花園（1805年開園）や亀戸天神のフジ、浮間ヶ原のサクラソウなど都市内やその近郊には花の名所も多く存在して行楽の対象となり、四民が身近に花、植物に触れる場所となっていた。
植物の流通、交流が多くなる中で、経済の発展と共に、新花、珍花が高価で取引され、江戸時代全般に亘り投機的側面も強く持つ植物が多かった。古くはキクに始まり、オモト、カラタチバナ、マツバラン、ナンテン、マンリョウ、フクジュソウ等でこのような傾向が非常に強く見られた。このような植物は金を生む樹として「金生樹」と呼ばれるほどであった。カラタチバナ（百両金）、マンリョウ（万両）などの名称にもその名残が残っている。そのため一攫千金を夢見て新花作出のための育種が盛んになり、また各地の山野に珍品が求められた。この点ばかりを江戸時代園芸の特徴として非常に強調する園芸史家もいるが、イギリスやオランダ（特にチューリップ・バブルが有名）、中国など園芸の発達した国では同様なことがよくあり、また美術品等でも投機的売買は特別なことではない。
他方、藩によっては藩士の情操教育や精神修養のために園芸を奨励するところも少なくなく、趣味、癒やし、芸術的精神の発露の手段として園芸、育種を行なう個人、結社も少なくなかった。ハナショウブの父とも讃えられる旗本、松平菖翁（松平左金吾）やサクラソウの「下谷連」などはその例である。このようにして投機とは無関係に育種された植物も少なくない。
また栽培や繁殖の技術も追求され、冬期の保温の為に、今の温室やフレームに相当する暖室（おかむろ）や唐室（とうむろ）が考案されたり、多くの植物で様々な仕立て方や鑑賞方法が生まれた。栽培法を解説した書籍も多く著わされている。種間交雑の知識はなかったが、アサガオでは遺伝の法則性がメンデル以前に経験的に知られており、不稔性の品種の維持に活用されていた。
江戸時代後期には、いくつかの植物、特にサクラソウなど非投機的な植物において「連」と呼ばれる愛好家の結社が誕生した。これらはたいてい閉鎖的組織で厳しい規則を持ち、家元制的な組織にまで発展するものも見られ、品種は門外不出で、入会には世話人を必要とし、最初は初歩用の普及品種を、そして習熟するに従い稀少品種を与えられ、退会もしくは死亡すればその品種はすべて没収、あるいは一子相伝などの決まりを持つものもあった。同じような例は熊本の肥後六花でも見られ、現在でも厳しい規則を保持している連がごく一部に存在する。一方でそういった組織に加わらず単独で栽培育種を楽しむ愛好家もいた。

### 花合せ(品評会)と番付
多数の品種を持つ植物では、新花の花合せ（花闘・品評会）が行なわれた。キクでは1713年頃からすでに京都で花合せが行なわれていた記録があり、その数年後には江戸でもキクの花合せが始まった。サクラソウでは1804年に江戸の「下谷連」が初めて新花の品評会を催した。ここでは会員の投票によって六段階に序列された。また江戸でのアサガオの花合わせに出品するために、速荷で鉢植えを運んだ大阪の商人もいたほど、花合わせは盛んに行なわれた。
またしばしば品種のランク付けのために番付が発行された。オモトでは1799年、サクラソウでは1862年のものが現在最古のものとして確認されており、このほかほとんどの植物の番付が出版されている。これは品種総覧表、カタログの役目を持つと同時に、投機的な植物では換金価値の基準ともなった。現代でも「銘鑑」として番付が発行される植物も少なくない。

### 輸出入と海外への影響
明治維新前後から、花を見る植物を中心に西欧や中国へも輸出されるようになり、特にキクは原産地中国のキク事情を一変させ、更にはヨーロッパで非常な人気を博し、日本の美術工芸がヨーロッパのそれに多大な影響を与えたのと同じく、西欧における園芸植物に対する美意識にまで大きな影響を及ぼした。一方で江戸時代を通じ、しばしば海外から長崎等を経由して植物がもたらされており、西欧では野菜であったキャベツが渡来して観賞植物のハボタンになったのをはじめ、幕末にはサボテンやダリアなども愛好されていた。

### 明治以降の動き
明治維新と共に廃れてしまった植物もあったが、多くは動乱を乗り越えて大正、昭和へと受け継がれ、江戸時代よりも発展したものも少なくない。キクやハナショウブのように、その後の発展により現代ではもはや普通の園芸植物としてとらえられているものもあり、これらはすでに世界的にも普及している。西欧で発達した「洋菊」も、江戸時代の日本のキクの血を濃く引いているのである。またオモトやサクラソウ、サイシンなどは近年海外で注目されつつある。一方で維新後は西欧から大量の園芸植物が流入し、その影響により花に対する美意識にも変化が見られた。「変化咲き」から「大輪咲き」へと大きく方向転換したアサガオも、美意識の変化が原因の一つと思われる。更に大正から戦後にも、錦葉ゼラニウムやクンシランのように、外来植物でも殊に葉の変化が伝統的な美的価値観に沿ったものが古典園芸植物に加わった。サボテンや多肉植物も、古典園芸植物には含まれないものの、同様な観点から早くから愛好されて現代に至っている。
多くの古典園芸植物にはそれぞれ愛好団体が結成されている。特に花を観賞する種類、投機性と関係のない種類では活動もかなり盛んで、現代でも新しい品種が増えているものもあり、より美しい花を求めて交配、実生に努める育種家、愛好家も少なくない。サクラソウやハナショウブのように、新花の作出が続いている一方で江戸時代の品種がかなり多く残されているものもある。キクでは大菊等現在盛んな系統において、専門業者が中心になり育種が行なわれている。しかしスカシユリは古い品種が伝えられず、現在流通しているのはほとんどがここ数十年の間に生まれた品種のみであり、特別な仕立て方や鑑賞法も特に伝えられておらず、現代では古典園芸植物として捉えることはできない。トコナツなど太平洋戦争時に壊滅的被害を受けてその後立ち直ることができなかった植物もあり、またフクジュソウは比較的最近まで品種が残っていたが、保存者が少なくなりきわめて厳しい状況にある。このほか愛好家が減少して篤志家、寺院、神社、大学、国や地方の園芸施設等が稀少な古品種や特殊な系統を保存し伝えているものもあり、ほとんど篤志家の個人的な努力のみに支えられていて存亡の危機にあるものもある。
もともと投機的性格を強く持つ種類では、戦後の一時期には稀少品種が非常な高価を呼び、そのために経済的トラブルを生んだり、また珍品を探すために自生地が荒らされ、自生が激減するという社会問題もしばしば発生した。またその中に、現在でもごく一部には新品種を自生からの採取に限り、人工交配による育種や、投機性の維持のためメリクロンによる増殖が否定される種類がある。そこでは従来の自生採取にこだわりを持つ愛好家も存在し、場合によってはそれを東洋思想で裏付けようとする試みさえ見られる。しかしこれらが結果として投機や自生採取とは全く関係のない植物をも巻き添えにして、古典園芸植物全体の風評を低下させている面もある。またそのために、投機性の高い種類と併せ古典園芸植物として一括りされることを嫌う、投機と関連のない種類の愛好家も多い。
一方、戦後になると、特にマツバランなどの葉ものを特異な美意識の産物として特殊視する人が現れた。極端な場合にはそれらに美を認めようとせず、ただ単なる珍奇性のみが世上にもてはやされたというような記述がなされたり、またそれらの投機的側面ばかりが異様に強調されることすらある。これは園芸史の研究家が、思想、哲学や芸術の領域ではなく主に自然科学分野に偏っているという要因もあるかも知れない。いずれにしてもこのような一方的解釈は行き過ぎた偏見であり、古典園芸植物の美的な解釈については、客観的な、またもっと美学的、芸術的な面からの評価がなされるべきである。たとえば、古典園芸植物は江戸時代の音楽作品や絵画、工芸品にも共通する、当時の普遍な美意識によって取り上げられ発展したので、このような美を具えるに至ったと解するのがより自然であると言えよう。
他方で、新しい分野の開拓もみられる。特に山野草ブームによる非園芸的な植物の見直しに端を発した流れの中から、変異の多いものから目立つものを品種に登録するという、古典園芸植物のかたちに倣った動きが行なわれたものがある。たとえば錦蘭（ミヤマウズラ）やエビネ類がそれであるが、ネジバナのように一旦はもりあがりながらも維持できなかったものもある。

## 特徴
- 日本原産の植物が多い
もともと日本は自生植物の種類が多いこともあるが、ハナショウブ、サクラソウ、フクジュソウ、サクラ、ツバキ、カエデ、オモト、イワヒバ、マンリョウなど、多くの国産植物が育種された。ただし中国蘭やキク、アサガオ、ウメ、シャクヤク、ハボタンのような外来植物もある。また中国の鑑賞花卉が、ほとんどすべて薬用、食用などの実用植物起源であるのに対し、日本では実用起源ではないもの、つまり純粋に観賞用起源の種類も多い。
- 葉の変化を追求する植物が非常に多い
カエデ、オモト、イワヒバ、マンリョウ、カラタチバナ、マツバラン、サイシン、シノブ、ナンテンなど、葉や茎といった花以外の部分の変化を楽しむ植物が非常に発達した。富貴蘭にいたっては、気根の先端の根冠部分の色彩の変異すらもが鑑賞対象となっている。江戸時代後期にはそれらの専門書「草木錦葉集」、「草木奇品家雅見」も発行された。一種の観葉植物であり、これはそれまでの中国の園芸ではあまり見られないことで、またヨーロッパの観葉植物の発達よりも早く、日本独自の園芸現象である。葉の変異形質（芸）を説明するための用語も非常に発達している。
- 花の大きさや花色の多彩さよりも、花型の変化を求める。
西欧や明治以降の日本の園芸植物に比べて非常に顕著な傾向で、変化アサガオはその代表とも言える（ただしアサガオは花色の幅も非常に広い）。キクやサクラソウ、ナデシコなどでも同様の傾向が見られる。大輪を強く求めるようになるのは明治以降であり、江戸時代ではいまだ地域的な特徴にとどまっている。またボタンやシャクヤクでは、中国の豊満な八重咲き中心からすっきりとした一重咲き中心へと変化し、独自のスタイルが作られた。東洋蘭では奇形の花形を持つ品種がいくつかあげられているが、同様に伝統を持つ蘭鑑賞の分野である洋ランでは見られないのと対照的である。なお中国の鑑賞花卉では芳香も重要な要素であるが、日本ではそれほど重要視されない。
- 小型の植物が多い
花や葉に繊細な変化を求めたこと、室内や花壇に陳列することが多かったことから、小さな鉢で栽培できる小型植物が多い。富貴蘭や万年青などでは野生型より遙かにこぢんまりとしたものが品種として選ばれてきた傾向もある。園芸の推進役であった旗本や多くの御家人、裕福な商人や豪農は十分な広さの敷地を持っていたので、住宅事情というよりは日本人の傾向、あるいは時代的傾向であろう。江戸時代には陶磁器の生産が盛んになり、植木鉢の供給が増えたこともある。もちろんシャクヤクやハスなど大型の草花、またサクラやツバキなど大型花木の愛好もあった。
- 独特の栽培法や鑑賞法が確立している種類が多い。
単に花が咲けば良いというだけではなく、ある程度専用の植木鉢が定められているものが多く、栽培法（仕立て方）の規格も決められているものが多い。特に盆養（鉢植え）では、全体のバランスが重要視される。また鑑賞にあたっても、多くは展示台、あるいは展示スペースである小屋組み式の「花壇」に陳列する、あるいは室内で毛氈を敷き、屏風を立てて鉢を並べるなど、正式の鑑賞法が確立しているものが多い。
- 見立て式品種名が多い
歌枕や能の題名、故事など、古典教養を主体に何かに見立ててイメージを喚起連想させる命名法が多く、同時代の西欧園芸植物のように個人名を冠する記念的命名法は全く見られない。

## 種類
注・灌木も含む

### 主として花を観賞するもの
- アサガオ
- キク
- カキツバタ
- サクラソウ
- シャクヤク
- スカシユリ
- スハマソウ（雪割草）
- タンポポ
- 東洋ラン（中国春蘭、一茎九華、日本春蘭、寒蘭）
- ナデシコ（伊勢ナデシコ、トコナツ）
- ハス
- ハナショウブ
- フクジュソウ
- マツモトセンノウ
- ミスミソウ（雪割草）
- カザグルマ
- ミヤコワスレ

### 主として葉(茎)を観賞するもの
- オモト（万年青）
- イワヒバ
- カラタチバナ（百両金）
- カンアオイ類（細辛{サイシン}）
- カンノンチク
- 葉物君子蘭
- シュロチク
- シノブ
- セッコク（長生蘭）
- 錦葉ゼラニウム
- 東洋ラン（日本春蘭、金稜辺、恵蘭など）
- ナンテン（錦糸南天）
- ハボタン
- ハラン
- フウラン（富貴蘭）
- マツバラン（松葉蘭）
- マンリョウ
- ミヤマウズラ（錦蘭）
- ヤブコウジ（紫金牛）
- ツワブキ

### 樹木
- ウメ
- カエデ
- サクラ
- ザクロ
- ツツジ類
- ツバキ、サザンカ
- フジ
- ボタン
- ムクゲ
- ボケ
- ハナモモ

## 江戸時代に著わされた主な園芸書、本草書、図譜、番付
- 「百椿集」安楽庵策伝　1630年頃
- 「桜譜」　1647年
- 「花壇綱目」水野勝元　1681年
- 「牡丹名寄」　1688年　ボタン299品種記載
- 「錦繍枕」伊藤伊兵衛　1692年　（世界最古のツツジ、サツキ専門書）
- 「花譜」貝原益軒　1694年
- 「花壇地錦抄」伊藤伊兵衛　1695年
- 「増補地錦抄」伊藤伊兵衛　1695年
- 「花壇菊花大全」養寿軒雲峰　1712年
- 「怡顔斎桜品」松岡恕庵　1713年頃
- 「花壇養菊集」志水閑事　1715年
- 「広益地錦抄」伊藤伊兵衛　1719年
- 「草花図譜」　1723年～1740年頃
- 「地錦抄附録」四世伊藤伊兵衛　1733年
- 「草木弄葩抄」1735年
- 「扶桑百菊図」狩野素仙　1736年
- 「押葉帖」細川重賢 1752年[1]
- 「菊経」松平頼寛　1755年
- 「絵本野山草」橘保国 1755年
- 「梅品」松岡玄達　1760年
- 「花彙」小野蘭山　1765年
- 「芍薬花品評論」中瀬助乃進　1793年
- 「浴恩園桜譜」松平定信　1795年頃
- 「橘品類考」　1797年　（カラタチバナ、ヤブコウジ書）
- 「万年青番付」　1799年　（現存最古のオモト番付）
- 「花譜」市橋星峯　1811年　（サクラ図譜）
- 「草木育種（そうもくそだてぐさ）」岩崎常正　1818年
- 「養菊指南車」　1819年　（肥後菊栽培書）
- 「牽牛花（あさがお）水鏡」　1821年
- 「浴恩園蓮譜」松平定信　1822年
- 「草木奇品家雅見（そうもくきひんかがみ）」金太郎　1827年　（斑入り、葉変わり植物図譜）
- 「本草図譜」　1828年
- 「通賢花壇抄」　1828年
- 「草木錦葉集」水野忠暁　1829年　（斑入り、葉変わり植物図譜）
- 「金生樹譜別録」「金生樹譜万年青部」栗原信充　1833年
- 「長生草」秋尾亭主人　1835年　（長生蘭（セッコク）図譜）
- 「桜草勝花品」蕈溪主人　1835年
- 「松葉蘭譜」栗原信充　1836年
- 「東都撰錦蘭相撲見立」　1838年　（錦蘭（ミヤマウズラ）番付）
- 「桜草作伝法」　1840年頃　（サクラソウ専門書）
- 「長楽花譜」　1841年　（雪割草（ミスミソウ）図譜）
- 「蒲公英銘鑑」　1841年　（タンポポ番付）
- 「百品楓図」　長谷川延年　1842年　（カエデ図譜）
- 「東都岩桧名寄取組」　1843年　（イワヒバ番付）
- 「菊花壇養種（きくかだんやしないぐさ）」　1847年
- 「花菖培養録」松平菖翁　1852年　（ハナショウブ専門書）
- 「風蘭見立鏡」　1855年　（富貴蘭（フウラン）番付）
- 「桜草見立相撲」　1862年　（現存最古のサクラソウ番付）
- 「本草要正」　1862年
- 「撫子培養手引草」長谷静香　1863年　（ナデシコ専門書）
- 「覇王樹」　1867年　（サボテン番付）